# Andrzej Możejko
Andrzej Aleksander Możejko (ur. 22 kwietnia 1949 w Słupsku, zm. 1 maja 2021 w Łodzi) – polski piłkarz występujący na pozycji obrońcy.

## Młodość
Syn Aleksandra. Urodził się w Słupsku, natomiast już w młodym wieku wraz z rodziną przeprowadził się do Łodzi. Z wykształcenia był technikiem ekonomistą.

## Kariera klubowa
Karierę piłkarską rozpoczynał w Łódzkim Klubie Sportowym. W 1969 rozpoczął zasadniczą służbę wojskową w szeregach Marynarki Wojennej. Dzięki dobrym występom w meczach pomiędzy jednostkami trafił do występującej w trzeciej lidze Floty Gdynia.
W 1971 został piłkarzem trzecioligowego wówczas Widzewa Łódź. Pierwszy kontakt z Możejką, trener Leszek Jezierski i kierownik drużyny Widzewa, Stefan Wroński nawiązali po meczu sparingowym łódzkiej drużyny z Flotą Gdynia, który odbywał się w Jeleniej Górze. Mimo tego, że Możejko podpisał już wcześniej kontrakt wstępny z Wisłą Tczew, ostatecznie trafił do Łodzi. Kwota transferu miała wynieść 3000 ówczesnych złotych.
Z klubem przeszedł drogę z trzeciej do pierwszej ligi, a także z sukcesami występował w europejskich pucharach, tworząc jedną z najlepszych drużyn w historii Widzewa Łódź, nazywaną ''Wielkim Widzewem'', która eliminowała z rozgrywek europejskich ówczesnych potentatów, m.in. Manchester City, Manchester United czy Juventus. 7 marca 1976 w wygranych przez Widzew 3:0 derbach Łodzi zdobył swoją pierwszą bramkę w I lidze, pokonując w 2' minucie gry Jana Tomaszewskiego. W 1981 i 1982 zdobywał z klubem mistrzostwo Polski, w 1977, 1979 i 1980 sięgał z nim po srebrne medale mistrzostw Polski.
W łódzkiej drużynie spędził 11 sezonów. Wystąpił w ponad 300 oficjalnych meczach Widzewa. Rozegrał 183 spotkania w najwyższej klasie rozgrywkowej strzelając 6 goli, 81 w drugiej lidze, 17 w Pucharze Polski, 5 (2 gole) w Pucharze Ligi, 2 w Pucharze Europy Mistrzów Klubowych, 10 w Pucharze UEFA, a także 5 w rozgrywkach Pucharu Intertoto i nieokreśloną w kronikach liczbę meczów w trzeciej lidze.
Z dorobkiem 183 występów w I lidze, zajmuje wraz z Krzysztofem Kamińskim 7. miejsce w klasyfikacji wszech czasów Widzewa Łódź.
W 1982 wyjechał za granicę podpisując kontrakt z fińskim klubem Kokkolan Palloveikot, skąd w 1983 przeniósł się do innej fińskiej drużyny, Rauman Pallo. Do Polski powrócił w 1985 i na stałe osiadł w Łodzi. W latach 1985–1986 występował w drugoligowym Starcie Łódź. W ligowym meczu Polonią Bytom doznał złamania nogi w sześciu miejscach i rozszczepienia więzadła. Karierę zakończył w 1987 jako zawodnik Kolejarza Łódź.
W środowisku piłkarskim był znany pod pseudonimem ''Johnny''.

## Styl gry
Występował jako lewy obrońca i przez wielu uważany był za jednego z najlepszych polskich piłkarzy na tej pozycji lat 70. i początku 80. XX wieku. Prasa wymieniała jego nazwisko w kontekście wyjazdu na mundial 1978. Uchodził za szybkiego, przebojowego zawodnika, a przy tym ulubieńca publiczności, cenionego za determinację i zaangażowanie podczas meczów. Największym atutem i cechą, która wyróżniała tego piłkarza była szybkość. Charakterystycznym dla niego zachowaniem było stawanie na piłce w trakcie gry, czym doprowadzał do irytacji rywali.

Postać, jakiej możesz nie spotkać oglądając piłkę przez sto lat! W czasie najbardziej gwałtownej walki potrafi stanąć na piłce i w tej pozycji dyskutować ze „swoimi” kibicami! Bo sektor na naszym stadionie, naprzeciwko budynku klubowego, nazwaliśmy „sektorem Możejki”, który miał ogromną grupę przysięgłych sympatyków i potrafił z nimi przegadać pół meczu. Grał i rozmawiał! Odpowiadał na pytania, kpił, żartował, docinał i cały czas gonił za piłką.

Karierę rozpoczynał jako napastnik. Na pozycję lewego obrońcy przemianował go trener Leszek Jezierski.
Był obrońcą aktywnie uczestniczącym w akcjach ofensywnych Widzewa Łódź. Jego styl gry pozostawał niezmienny pod wodzą kolejnych szkoleniowców: Pawła Kowalskiego, Bronisława Waligóry, Jacka Machcińskiego czy Władysława Żmudy. W sierpniu 1979 popisał się indywidualnym rajdem po czym zdobył efektowną bramkę dającą Widzewowi zwycięstwo 1:0 z Zagłębiem Sosnowiec, co na swoich łamach uwiecznił Dziennik Łódzki.

Wreszcie zdenerwowany nieporadnością napastników Możejko decyduje się na rajd, mija dwóch przeciwników i zza linii pola karnego oddaje mocny plasowany strzał w spojenie słupka z poprzeczką. (…) W swoich notesach możemy zanotować: bramka sezonu!

## Sukcesy
Widzew Łódź
- Mistrzostwo Polski: 1980/1981, 1981/1982
- Wicemistrzostwo Polski: 1976/1977, 1978/1979, 1979/1980

## Dalsza działalność
Po zakończeniu kariery przez pewien czas trenował grupy młodzieżowe Włókniarza Pabianice. W 2011 jako trener drużyny dziewcząt UMKS Zgierz wygrał Orlikową Ligę Mistrzów województwa łódzkiego w kategorii 14–16 lat.
Pracował również w strukturach Widzewa Łódź; w 2015 po upadłości likwidacyjnej klubu wszedł w skład trzyosobowego zarządu stowarzyszenia Reaktywacji Tradycji Sportowych Widzew (obok Marcina Ferdzyna i Rafała Krakusa), jako członek zarządu biorąc udział w procesie reaktywacji klubu. Był członkiem Stowarzyszenia Byłych Piłkarzy Widzewa Łódź im. Ludwika Sobolewskiego.

## Życie prywatne
Z pierwszego małżeństwa miał córkę Małgorzatę, a z drugiego, syna Michała i córkę Monikę. Zmarł po ciężkiej chorobie w wieku 72 lat. Pochowany został na cmentarzu komunalnym przy ul. Szczecińskiej w Łodzi.

## Upamiętnienie
Wizerunek Andrzeja Możejki znalazł się na fladze kibiców Widzewa Łódź z napisem ''Dzięki wam tu jesteśmy''. Dzień po jego śmierci dedykowaną audycję upamiętniającą piłkarza przeprowadziło oficjalne radio klubowe Widzew.fm. 16 maja 2021 przed meczem 30 kolejki I ligi pomiędzy Widzewem Łódź a Termalicą Nieciecza, jego pamięć uczczono minutą ciszy, natomiast zawodnicy gospodarzy wybiegli na to spotkanie z czarnymi opaskami. 